# Rebekka von Känel
Rebekka von Känel (* 1982) ist eine ehemalige Schweizer Snowboarderin. Sie startete in den Paralleldisziplinen.

## Werdegang
Von Känel trat international erstmals bei den Juniorenweltmeisterschaften 1998 in Chamrousse in Erscheinung. Dort errang sie den 13. Platz im Riesenslalom. In der Saison 1998/99 nahm sie in Schönried erstmals am Snowboard-Weltcup der FIS teil, wobei sie den 45. Platz im Riesenslalom belegte und fuhr bei den Juniorenweltmeisterschaften 1999 auf der Seiser Alm auf den 18. Platz im Parallel-Riesenslalom. In den folgenden Jahren kam sie bei den Juniorenweltmeisterschaften 2000 in Berchtesgaden auf den achten Platz im Parallelslalom und bei den Juniorenweltmeisterschaften 2001 im Nassfeld auf den 19. Platz im Parallel-Riesenslalom sowie auf den vierten Rang im Parallelslalom. Im April 2003 wurde sie Schweizer Meisterin im Parallelslalom. In der Saison 2003/04 erreichte sie in Sölden mit dem achten Platz im Parallelslalom ihre einzige Top-Zehn-Platzierung im Weltcup und gewann mit je zwei dritten und zweiten Plätzen sowie einen ersten Platz die Parallelwertung des Europacups. In der folgenden Saison errang sie mit Platz 33 im Parallel-Weltcup ihr bestes Gesamtergebnis im Weltcup. Ihren 41. und damit letzten Weltcup absolvierte sie im März 2006 in Furano, welchen sie auf dem 20. Platz im Parallel-Riesenslalom beendete.

## Weltcup-Gesamtplatzierungen
| Saison  | Gesamt | Gesamt | Parallel | Parallel |
| Saison  | Punkte | Platz  | Punkte   | Platz    |
| ------- | ------ | ------ | -------- | -------- |
| 2002/03 | -      | -      | 60       | 58.      |
| 2003/04 | -      | -      | 820      | 34.      |
| 2004/05 | -      | -      | 808      | 33.      |
| 2005/06 | 490    | 97.    | 490      | 37.      |